# Thomas Harrison (ciclista)
Thomas Harrison (nascido em 13 de maio de 1942) é um ex-ciclista australiano que competiu nos Jogos Olímpicos de Verão de 1964, representando a Austrália.